# たかみち
たかみち（英語表記：TAKAMICHI、1972年4月22日 - ）は、日本のイラストレーター、漫画家。

## 概要
田中久仁彦の作画アシスタント、スクウェア『ファイナルファンタジーⅥ』『クロノ・トリガー』のグラフィッカーなどを経て、独立。CLIP STUDIO PAINT、Adobe Photoshop、PainterといったPCソフトを用いたイラストレーション作品で知られ、鮮やかな色彩と明暗の強調を駆使した「たかみち塗り」と呼ばれる独特の描画スタイルに定評がある。
ロリータ系成人向け漫画雑誌『コミックエルオー』の表紙イラストを2002年の創刊号から手がけているほか、『月刊ヤングキング』2008年9月号から自身初の商業漫画『ゆるゆる』を連載するなど、漫画作品も発表している。

## 作品

### ゲーム
- PS用ソフト「エアガイツ」 （キャライラスト）
- PCソフト「果てしなく青い、この空の下で…。」 （イラスト・キャラデザイン）
  - ドラマCD・小説「果てしなく青い、この空の下で…。」 （イラスト・上記の関連作品）
- PS用ソフト「どこまでも青く…」 （イラスト・上記の全年齢対象版）
- PCソフト「みずのかけら -once summer of islet-」 （イラスト・キャラデザイン）
- PCソフト「てんしのかけら -the lost article of memory-」 （イラスト・キャラデザイン）
- PCソフト「かけらふぁんでぃすく」 （イラスト・キャラデザイン）
- PS用ソフト「HOSHIGAMI」 （イラスト・キャラデザイン）
- PS2用ソフト「羅刹-Alternative-」 （イラスト・キャラデザイン）
  - “TAKAMICHI”名義で参加
- PCソフト「Inclusion〜インクルージョン〜」 （イラスト・キャラデザイン）
- PSP用ソフト「プリニー2 〜特攻遊戯! 暁のパンツ大作戦ッス!!〜」（「アサギ・シュバルツ・ネイチャー」イラスト）

### 小説（イラスト）
- カルシファード青嵐記・旋風録・緋炎伝 （著友野詳、角川スニーカー文庫）
- 落下症候群 （著館山緑、ムービック）
- STARDUST SQUADRON 星空に一番近い場所 （著foca、エンターブレイン）

### 漫画
- ゆるゆる（少年画報社、全3巻）ISBN 978-4785933661、ISBN 978-4785951009
- りとうのうみ（ワニマガジン社、単巻）ISBN 978-4862691477
- ガールズサンクチュアリ（少年画報社、「チェンジH pink」2009年7月、「チェンジH blue」2009年12月、「チェンジH yellow」2010年4月）
- メガネキノコの町（ワニマガジン社、「なつひめ2011SUMMER」、「ゆきひめ2012WINTER」 ）
- 魔法少女まちっこ（原作：松林悟、秋田書店、「チャンピオンREDいちご」Vol.21）
- 百万畳ラビリンス（少年画報社、「ヤングコミックチェリー」→「ヤングコミック」、2013年6月号 - 2015年4月号）

### その他（イラストレーション）
- ビブロス「Colorful PUREGIRL」『美少女絵師列伝』（創刊号：1999年5月号）、『VISUAL SYNDICATE』（1999年6月号、5月号、2000年8月号）
- 茜新社「コミックエルオー」 表紙イラスト（創刊号：2002年9月 - ）
- 集英社「ウルトラジャンプ」 2012年4月号ピンナップ
- クリエイターのためのおんなのこデータベース　ファッション編（著：おんなのこデータベース製作委員会、ジャイブ、2009年）
- 酩酊女子 〜日本酒酩酊ガールズ〜（2014年、ワニブックス、表紙）

### 画集
- たかみち画集（2002年11月、ムービック） ISBN 978-4896015683
- たかみちworks Inclusionビジュアルブック（2005年3月、幻冬舎）ISBN 978-4344805415
- LO画集 TAKAMICHI LOVE WORKS（FLOW COMICS）（2008年9月30日、茜新社） ISBN 978-4863490284
- TAKAMICHI SUMMER WORKS （デジタル原画集/映像作品集） （2011年8月19日、Anifeel）
- LO画集2-A -TAKAMICHI LOOP WORKS- (FLOW COMICS) (2016年9月27日、茜新社) ISBN 978-4863495821
- LO画集2-B  TAKAMICHI LO-fi WORKS (FLOW COMICS)（2019年9月28日、茜新社）ISBN 978-4863497924
- LO画集3on4 -TAKAMICHI LOCAL WORKS- (FLOW COMICS)（2024年12月26日、茜新社）ISBN 978-4863499898